# Кобылья (приток Юрмыча)
Кобылья (устар. Квасная; в верховье Черемшанка) — река в России, протекает по Свердловской области. Устье реки находится в 16 км по левому берегу реки Юрмыч. Длина реки составляет 22 км.

## Притоки
(от устья)
- Квасная (лв)
- Вилейка (лв)
- Жердовая (лв)
- Большая Ребьянка (пр)
- Ржавец (пр)
- Крутиха (пр)
- Берёзовка (пр)

## Населённые пункты
- Черёмухово

## Данные водного реестра
По данным государственного водного реестра России относится к Иртышскому бассейновому округу, водохозяйственный участок реки — Пышма от Белоярского гидроузла и до устья, без реки Рефт от истока до Рефтинского гидроузла, речной подбассейн реки — Тобол. Речной бассейн реки — Иртыш.
Код объекта в государственном водном реестре — 14010502212111200008072.